# Otão IV, Conde da Borgonha

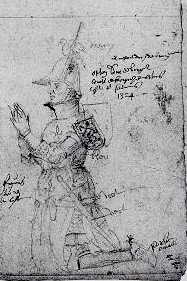
Otão IV, conde da Borgonha, em representação heráldica medieval.

Otão IV (1248, Ornans – 17 de março de 1303, Melun) foi o conde do Condado Livre da Borgonha de 1279 a 1303.

## Vida
Otão era filho de Hugo da Borgonha e Adelaide, Condessa Palatina da Borgonha. Após a morte de seu pai em 1266/7, tornou-se Conde de Châlons. Sua mãe, Adelaide, morreu em 8 de março de 1279, e herdou seu condado. No entanto, ele foi incapaz de garantir o poder real no condado até 1295. Sua filha mais velha, Joana II, sucedeu no condado de Borgonha, que mais tarde foi dado como dote em seu casamento com Filipe V, o Alto.
Sua esposa Matilde elaborou um contrato em 4 de junho de 1312 com o famoso fabricante de túmulos Jean Pepin de Huy para fazer um túmulo. O contrato especifica um túmulo feito de pedra e alabastro. Otão deveria ser mostrado como um cavaleiro armado com escudo, espada e armadura. Um leão foi mostrado sob seus pés com dois anjos para apoiar o travesseiro sob sua cabeça. A tumba não existe mais, mas os desenhos foram preservados.

## Casamento e descendência
Otão casou-se com Filipa de Bar em 1271. O casamento não teve filhos. Em 1285, casou-se com sua segunda esposa, Matilde de Artésia. Eles tinham:
- Joana (c.1291 - 1330) casou-se com Filipe, Conde de Poitou em 1307[7]
- Branca (c.1296 - 1326) casou-se com Carlos, Conde de la Marche.[7]
- Roberto da Borgonha (c.1300 – 1317).